# Giubileo universale della Chiesa cattolica

Papa Giovanni Paolo II mentre apre la Porta santa in occasione del Giubileo straordinario della redenzione nel 1983

Nella Chiesa cattolica il Giubileo è l'anno della remissione dei peccati, della riconciliazione, della
conversione e della penitenza sacramentale. Riprende il nome dal Giubileo ebraico, più precisamente la parola deriva dall'ebraico יובל - Yovel. L'anno giubilare è soprattutto l'anno di Cristo. Nel Nuovo Testamento Gesù si presenta come colui che porta a compimento l'antico Giubileo, essendo venuto a "predicare l'anno di grazia del Signore" (Isaia). Il Giubileo, comunemente, viene detto "Anno Santo", non solo perché si inizia, si svolge e si conclude con solenni riti sacri, ma anche perché è destinato a promuovere la santità di vita. Il Giubileo può essere: ordinario, se legato a scadenze prestabilite; straordinario, se viene indetto per qualche avvenimento di particolare importanza.

## Storia

### Le origini
Il Giubileo ha origine dalla tradizione ebraica che fissava, ogni 50 anni, un anno di riposo della terra (con lo scopo pratico di rendere più forti le successive coltivazioni), la restituzione delle terre confiscate e la liberazione degli schiavi, questo affinché non ci fossero comunque il troppo ricco o il troppo povero. Per segnalare l'inizio del Giubileo si suonava un corno di ariete, in ebraico jobel, da cui deriva il termine cristiano Giubileo. Gesù cita esplicitamente un testo del profeta Isaia che segna così l'ingresso del tema giubilare nel Nuovo Testamento. Gesù infatti, recatosi a Nazareth, entra nella sinagoga e legge una pagina di Isaia che proclama "l'anno di grazia del Signore" (Luca 4, 18-19; Isaia 61, 1-2). I biblisti sostengono che il Giubileo sia uno sviluppo logico dell'anno sabbatico, ma ciò pone il problema teologico del perché, nel settimo giorno della creazione, Dio avrebbe avuto bisogno di riposare invece che di smettere di lavorare, in un'ottica più consona alla figura di un Dio il quale, nella propria immutabilità e onnipotenza, non dovrebbe necessitare d'una speciale giornata di riposo. La Bibbia CEI del 1974 tiene conto del problema modificando la traduzione di Genesi 2, 3 rispetto alle altre disponibili in lingua italiana, tuttavia nella revisione del 2008 ripresenta il concetto come titolo introduttivo (Il riposo sabbatico).
Un evento che anticipò e predisse il Giubileo fu la cosiddetta "Indulgenza dei Cent'anni". Non esistono documenti del XII o XIII secolo al riguardo, ma fonti del 24 dicembre 1299 riportano come masse di pellegrini, a conoscenza di una leggendaria "Indulgenza Plenaria" che si sarebbe ottenuta al capodanno del secolo nuovo, cioè nel passaggio da un secolo all'altro, muovessero verso Roma fin dentro l'antica basilica di San Pietro per ottenere la remissione completa di tutte le colpe. Né il papa dell'epoca, Bonifacio VIII, né i prelati sapevano nulla di questa usanza, ma memorie del cardinale Jacopo Caetani degli Stefaneschi, nel documento De centesimo sive Jubileo anno liber, parlano di un vecchio di 107 anni che, interrogato da Bonifacio, asserì che 100 anni prima, il 1º gennaio 1200, all'età di soli 7 anni, assieme al padre si sarebbe recato innanzi a Innocenzo III per ricevere l'"Indulgenza dei Cent'Anni". Nonostante la testimonianza di questo centenario esista, non abbiamo fonti coeve a Innocenzo o più antiche che testimonino di quest'usanza, per la quale Innocenzo è l'unico papa menzionato, né di altre indulgenze simili.

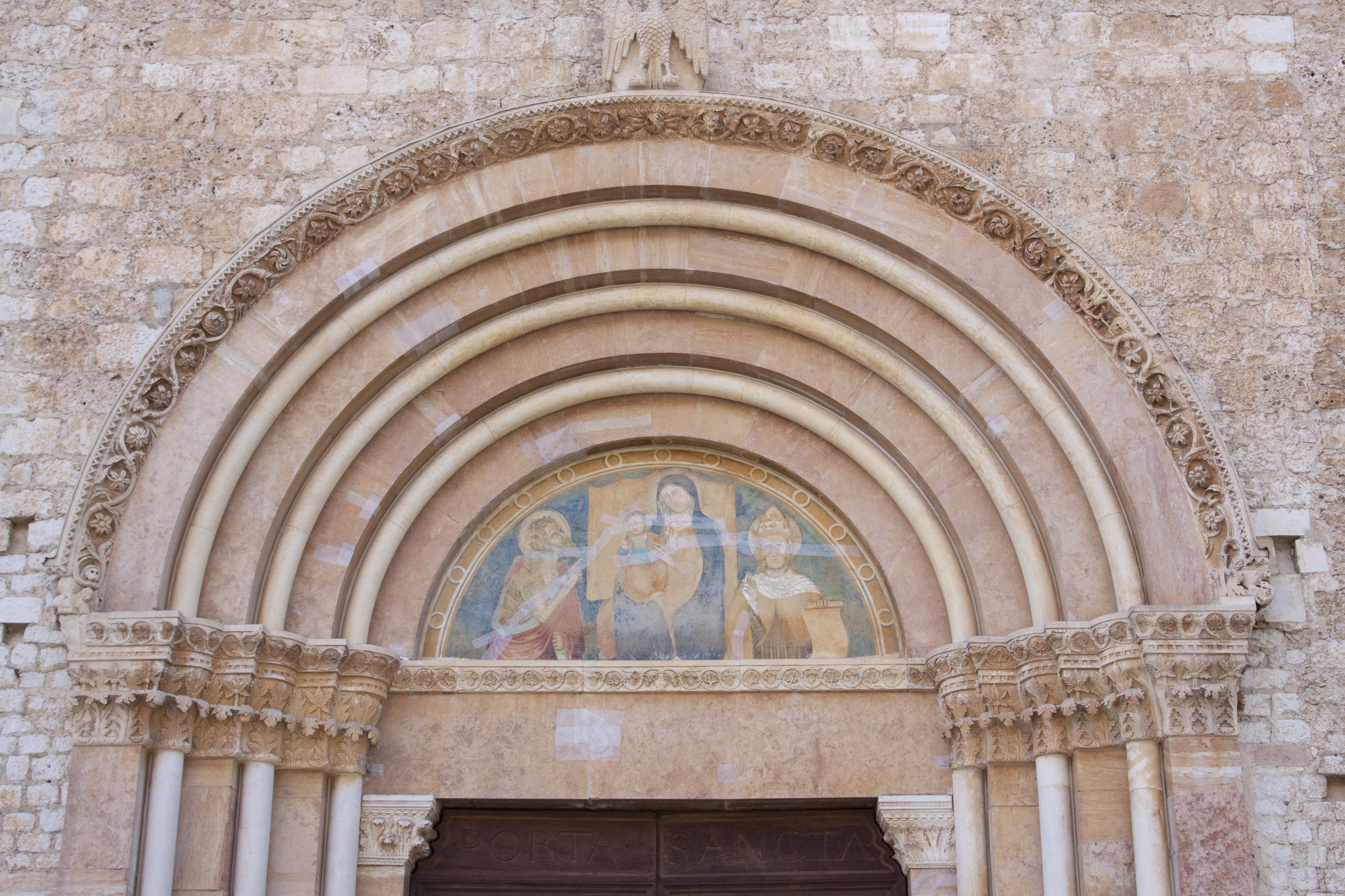
Porta Santa della Basilica di Santa Maria di Collemaggio a L'Aquila, costruita da Pietro da Morrone poi papa Celestino V

Bisogna altresì ricordare che un più antico anno giubilare è l'Anno santo giacobeo, istituito da papa Callisto II e celebrato dal 1126 in onore dell'apostolo san Giacomo, venerato a Santiago di Compostela, una delle maggiori mete di pellegrinaggio del mondo cristiano. Quasi un secolo dopo, nel 1216, papa Onorio III, su richiesta di San Francesco, istituì il Perdono d'Assisi, stabilendo che chiunque avesse visitato la Porziuncola dal mezzogiorno del 1º agosto alla mezzanotte del 2 agosto avrebbe ricevuto l'indulgenza plenaria.
Un altro evento che precorse davvero, per certi versi, il Giubileo, non si sa se ispirato a sua volta alla leggenda dell'Indulgenza dei Cent'Anni, fu la Perdonanza Celestiniana. La celebrazione fu istituita da papa Celestino V nel 1294 con l'emanazione della Bolla pontificia Inter sanctorum solemnia (detta anche Bolla del Perdono), con la quale concesse l'indulgenza plenaria a chiunque, confessato e comunicato, fosse entrato nella basilica di Santa Maria di Collemaggio all'Aquila dai vespri del 28 agosto a quelli del 29. La Perdonanza Celestiniana, che si ripete tuttora, ha in comune con il Giubileo l'indulgenza in cambio del pellegrinaggio. Lo stesso Celestino, abruzzese d'adozione, ma di origini molisane, promulgò anche per la città di Atri l'indulgenza plenaria, la cui bolla di indizione è andata perduta: il primo portale del lato destro della cattedrale è una porta santa che viene aperta il 14 agosto e chiusa 8 giorni dopo. Anche questa Indulgenza, la più lunga del mondo dopo quella di Roma, ha le stesse caratteristiche della Perdonanza Celestiniana.

### Dalla nascita del Giubileo ai giorni nostri
Pochi anni dopo il successore di Celestino, papa Bonifacio VIII, istituì il primo Giubileo con la Bolla Antiquorum habet fida relatio, emanata il 22 febbraio 1300 (che all'epoca era computato ancora 1299 e a circa un mese dal capodanno secondo l'uso ab incarnatione, che cadeva il 25 marzo), ispirandosi a un'antica tradizione ebraica di cui non esisteva traccia in quella cristiana se non nella leggenda dell'Indulgenza dei Cent'Anni. Con questa bolla si concedeva l'indulgenza plenaria a tutti coloro che avessero fatto visita trenta volte se erano romani e quindici se erano stranieri, alle Basiliche di San Pietro e San Paolo fuori le mura, per tutta la durata dell'anno 1300; questo Anno Santo si sarebbe dovuto ripetere in futuro ogni cento anni.
Dante riferisce nella Divina Commedia che l'afflusso di pellegrini a Roma fu tale che divenne necessario regolamentare il senso di marcia dei pedoni sul ponte di fronte a Castel Sant'Angelo:
che da l'un lato tutti hanno la fronte
verso 'l castello e vanno a Santo Pietro,
da l'altra sponda vanno verso 'l monte.»
(Inferno XVIII, 28-33)
Nel 1350 papa Clemente VI, per parificare l'intervallo a quello del Giubileo ebraico, decise di accorciare la cadenza a 50 anni. In seguito l'intervallo fu abbassato a 33 anni da papa Urbano VI, periodo inteso come durata della vita terrena di Gesù, e ulteriormente ridotto a 25 da papa Paolo II. Alcuni Pontefici hanno anche proclamato degli Anni Santi straordinari al di fuori di questa scadenza.
Papa Benedetto XVI ha anche proclamato l'Anno paolino, uno speciale anno giubilare dal 28 giugno 2008 al 29 giugno 2009, dedicato all'apostolo Paolo di Tarso, in occasione del bimillenario della nascita del santo (collocata dagli storici tra il 7 e il 10 d.C.). L'ultimo Anno Santo ordinario è stato il Grande Giubileo del 2000, mentre il prossimo sarà quello del 2025. L'ultimo Giubileo straordinario, invece, è stato il Giubileo straordinario della misericordia, indetto da papa Francesco nel 2015 a 50 anni dalla fine del Concilio Vaticano II, con inizio l'8 dicembre 2015 e conclusione il 20 novembre 2016.
Papa Francesco ha anche proclamato il Giubileo straordinario lauretano dall'8 dicembre 2019 al 10 dicembre 2021 in occasione del centenario della proclamazione della Madonna di Loreto a patrona degli aviatori.

## Serie cronologica degli anni giubilari e relativi papi

### Giubilei ordinari
1. 1300: Bonifacio VIII
2. 1350: Clemente VI
3. 1390: indetto da Urbano VI, presieduto da Bonifacio IX[12]
4. 1400: Bonifacio IX
5. 1450: Niccolò V
6. 1475: indetto da Paolo II, presieduto da Sisto IV
7. 1500: Alessandro VI
8. 1525: Clemente VII
9. 1550: indetto da Paolo III, presieduto da Giulio III
10. 1575: Gregorio XIII
11. 1600: Clemente VIII
12. 1625: Urbano VIII[13]
13. 1650: Innocenzo X
14. 1675: Clemente X
15. 1700: aperto da Innocenzo XII, concluso da Clemente XI[14]
16. 1725: Benedetto XIII
17. 1750: Benedetto XIV[15]
18. 1775: indetto da Clemente XIV, presieduto da Pio VI
19. 1825: Leone XII
20. 1900: Leone XIII[16]
21. 1925: Pio XI
22. 1950: Pio XII[17]
23. 1975: Paolo VI
24. 2000: Giovanni Paolo II
25. 2025: aperto da Francesco, proseguito da Leone XIV

Non furono celebrati i seguenti giubilei:
- 1800: non indetto (Pio VI era stato prigioniero in Francia e lì morto esule nel 1799; il suo successore Pio VII fu eletto in un conclave tenutosi a Venezia da fine 1799 a inizio 1800)
- 1850: non indetto (Pio IX era stato riportato a Roma il 12 aprile 1850 dai francesi dopo la Repubblica Romana)
- 1875: annunciato ma non aperto (nel 1870 Roma era entrata a far parte del Regno d'Italia, divenendone capitale nel 1871, e Pio IX si era recluso in Vaticano)

### Giubilei straordinari
1. 1423: Giubileo straordinario indetto da Martino V per il ritorno del papato a Roma dopo l'esilio avignonese;
2. 1585: Giubileo straordinario indetto da Sisto V per l'inizio del suo pontificato;
3. 1655: Giubileo straordinario indetto da Alessandro VII per l'inizio del suo pontificato;
4. 1745: Giubileo straordinario indetto da Benedetto XIV per la pace tra i principi cristiani;
5. 1829: Giubileo indetto da Pio VIII;[19]
6. 1886: Giubileo straordinario indetto da Leone XIII;[20]
7. 1933/1934: Giubileo straordinario indetto da Pio XI per il 1900º anniversario della Redenzione;[21]
8. 1966: Giubileo straordinario indetto da Paolo VI per la conclusione del Concilio Vaticano II;[22]
9. 1983/1984: Giubileo straordinario indetto da Giovanni Paolo II per il 1950º anniversario della Redenzione;
10. 2015/2016: Giubileo straordinario indetto da Francesco per il 50º anniversario della conclusione del Concilio Vaticano II.

## Riti attuali del Giubileo

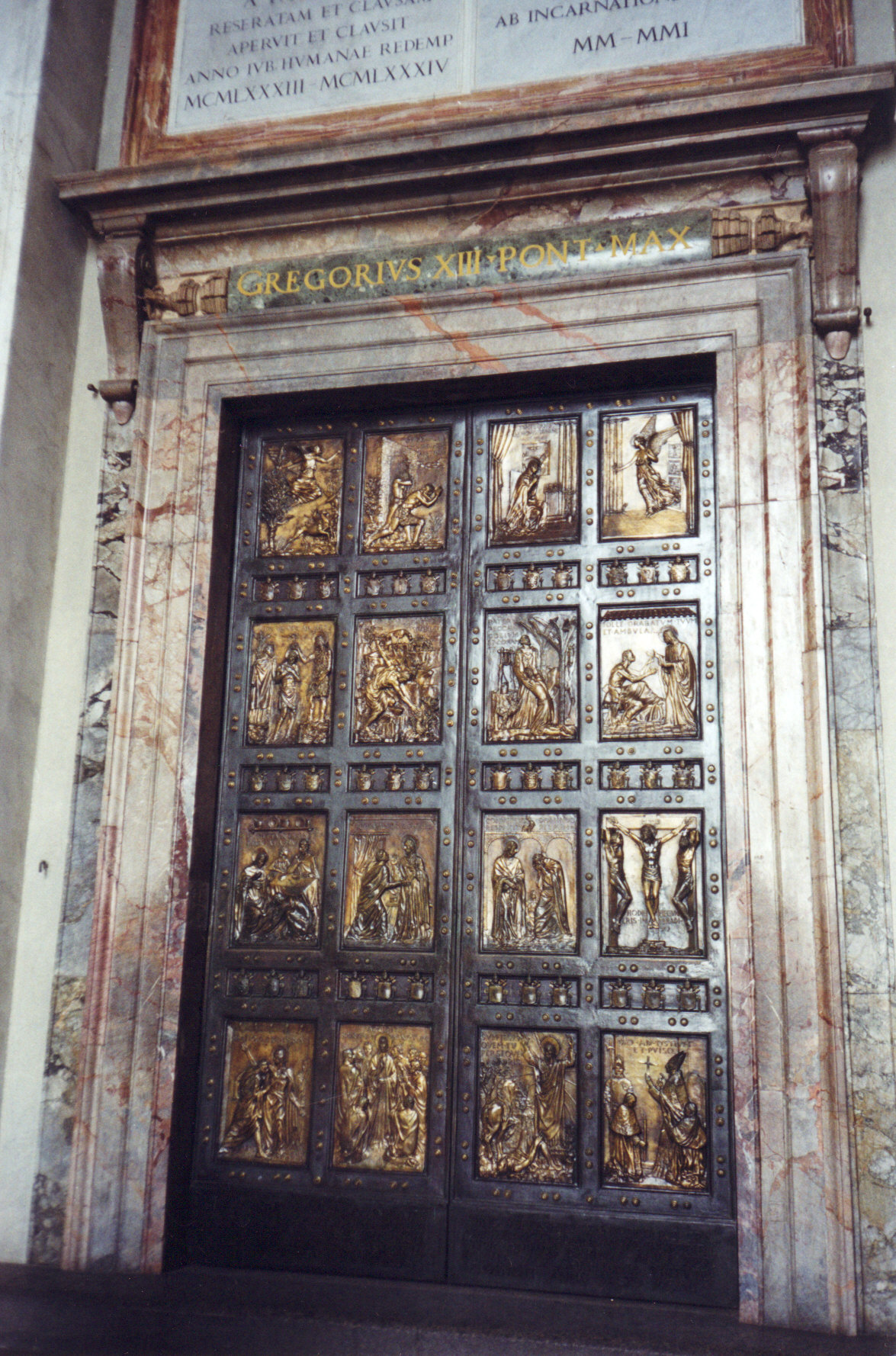
La Porta santa della basilica di San Pietro in Vaticano

Il Giubileo ordinario dura un anno più alcuni giorni: l'Anno santo inizia infatti con il Natale precedente (25 dicembre) e termina con l'Epifania successiva (6 gennaio).
Il rito più conosciuto del Giubileo è l'apertura della porta santa: si tratta di una porta che viene aperta solo durante l'Anno santo, mentre negli altri anni rimane murata. Hanno una porta santa le quattro basiliche maggiori di Roma: San Pietro, San Giovanni in Laterano, San Paolo fuori le mura e Santa Maria Maggiore. Il rito della porta santa esprime simbolicamente il concetto che, durante il Giubileo, è offerto ai fedeli un "percorso straordinario" verso la salvezza.
L'inizio ufficiale del Giubileo avviene con l'apertura della porta santa della basilica di San Pietro. Le porte sante delle altre basiliche vengono aperte nei giorni successivi. In passato la porta veniva smurata parzialmente prima della celebrazione, lasciando un diaframma che il Papa rompeva con un martelletto; quindi gli operai completavano la demolizione. In occasione del Giubileo del 1983, invece, il papa Giovanni Paolo II ha introdotto un rito mediano (anche perché, quando per il giubileo del 1975 Paolo VI ruppe il diaframma rimanente del muro, il pontefice fu sfiorato da pesanti calcinacci che caddero a terra): aprire le porte con lo storico martelletto d'argento, a cui seguì, nel 2000, l'eliminazione definitiva del martelletto. Il muro viene rimosso in anticipo, come già nel 1983, lasciando solo la porta chiusa, che il Papa apre spingendo i battenti.
Le porte sante rimangono aperte (a parte per la normale chiusura notturna) fino al termine dell'Anno santo, quindi vengono murate di nuovo.

## Dettagli storici
- Il Giubileo del 1350 fu senza Papa poiché Clemente VI, viste le circostanze politiche del momento, non scese in Italia e restò nella sua sede ad Avignone.
- Il Giubileo del 1450 fu detto "Giubileo dei Santi" poiché furono presenti, fra i pellegrini, figure importanti della Chiesa che poi sarebbero divenuti santi: Giovanni da Capestrano, Pietro Regalado, Diego d'Alcalá e Caterina da Bologna. Fu anche il "Giubileo d'oro" perché vi affluì moltissimo denaro in gran parte investito in opere di mecenatismo da papa Niccolò V. Tra gli artisti che lavorarono a Roma ci fu il Beato Angelico. Nel 1470 il papa Paolo II stabilì la scadenza venticinquennale del Giubileo con la bolla Ineffabili providentia.
- Nel Giubileo del 1525, al tempo della ribellione di Martin Lutero, il papa tolse l'obbligo dell'elemosina per i partecipanti ai riti a Roma. Assenza di sfarzo e rigore fu voluta da papa Gregorio XIII nel 1575.
- Nel 1600 papa Clemente VIII serviva personalmente i dodici poveri che quotidianamente venivano scelti come ospiti alla sua mensa.
- Nel 1650 papa Innocenzo X ebbe come direttrice dei lavori giubilari Olimpia Pamphili, sua cognata, caratterizzata da un forte protagonismo nelle cerimonie pubbliche.
- Il Giubileo del 1700 fu aperto da papa Innocenzo XII e chiuso da papa Clemente XI poiché il primo Pontefice era morto.
- Grazie all'attività dei padri dell'Ordine di Santa Maria della Mercede, in occasione dell'Anno Santo del 1725 giunse a Roma un gruppo di centosettanta schiavi riscattati.
- Molto sfarzoso per spese e lavori ai pubblici edifici fu l'Anno Santo del 1775, indetto da papa Pio VI; fu invece all'insegna del massimo rigore il Giubileo del 1825 di papa Leone XII.
- Nel 1875, dopo la dissoluzione dello Stato Pontificio (avvenuta cinque anni prima), papa Pio IX non aprì la Porta Santa, ignorò la città e i pellegrini ed evitò i cerimoniali: il Pontefice si era infatti autorecluso nei Palazzi Vaticani. Le forze avverse al Papa organizzarono a Roma un "giubileo dei folli", una carnevalata con uomini e donne vestiti da cardinali e guardie svizzere che si concluse con una processione blasfema a scherno del Corpus Domini.[senza fonte]
- Nel 1925 papa Pio XI indisse un "Giubileo della pace" dopo gli eventi della prima guerra mondiale e parlò ogni giorno ai pellegrini (fu chiamato "Papa missionario").
- Per l'Anno Santo straordinario indetto nel 1933 da papa Pio XI la cerimonia di apertura fu trasmessa alla radio.
- "L'anno del grande ritorno e del grande perdono" fu il titolo dato da papa Pio XII al Giubileo del 1950 dopo le immani devastazioni del secondo conflitto mondiale. Alla Carta del pellegrino fu, in quell'anno, riconosciuto un valore pari al passaporto per l'Italia al fine di favorire l'arrivo dei pellegrini.[23]
- Il Giubileo straordinario della Misericordia del 2015 ha visto per la prima volta presenti il Papa regnante e un Papa emerito. Infatti, alla cerimonia di apertura della Porta Santa l'8 dicembre 2015 presieduta da papa Francesco, ha partecipato anche il papa emerito Benedetto XVI, che ha attraversato la porta dopo il papa regnante ma prima degli altri.
- Durante il Giubileo del 2025, per la prima volta dopo 325 anni, un pontefice (papa Francesco) muore durante il Giubileo. Al successivo conclave viene eletto papa Leone XIV.